# Asymbolus galacticus
Asymbolus galacticus är en hajart som beskrevs av Bernard Séret och Last 2008. Asymbolus galacticus ingår i släktet Asymbolus och familjen rödhajar. IUCN kategoriserar arten globalt som livskraftig. Inga underarter finns listade.